# Ramon Manent i Folch
Ramon Manent i Folch (Barcelona, 1952) és un músic, cantador, folklorista i dinamitzador cultural català especialitzat en cançó tradicional dels Països Catalans.
Ha fundat diversos grups i formacions on ha treballat camps tan variats com la música dels trobadors catalans i occitans, la baladística tradicional, el cant coral, el ball folk, la cançó marinera i de taverna, el cant improvisat i la polifonia tradicional. Ha estat pioner en la creació de les trobades de cantadors.
Amb els grups Oreig de Mar, El Tamborí, Bitayna, Els Tranquils, Tres de Xauxa, La Mata de Jonc, 3 de Ronda i Driana ha enregistrat una vintena treballs discogràfics i ha coordinat l’edició de tres cd’s recopilatoris amb cançons recollides en context oral.
Ha estat professor de cançó i polifonia tradicional a l’Aula de Música Popular i Tradicional del Departament de Cultura de la Generalitat de Catalunya i de flauta de bec i cant coral a l'Escola Municipal El Gavià de L'Escala. Ha dirigit el Cor Anselm Viola de Torroella de Montgrí, el Cor Indika de L’Escala i el Cor País Meu, d'àmbit nacional. Del 2011 al 2016 va dirigir l'espectacle Bandera de Catalunya de Bellcaire d'Empordà.

## Discografia
- OREIG DE MAR. Havaneres i Cançó Popular. 1987. Barcelona. ECB.
- OREIG DE MAR. La ciutat cremada. 1988. Barcelona. ECB.
- EL TAMBORÍ. I tant amics. 1992. Premià de Mar. TRAM.
- BITAYNA. Som. 1993. Sabadell. PICAP.
- BITAYNA. Ball de cançons. 1998. MTM-Tram-06-C
- BITAYNA. Bandera de Catalunya. La fi del comtat d'Empúries. 1999. Barcelona. TRAM.
- BITAYNA. Cançons i músiques de Manlleu. 1999. Barcelona. ÀUDIOVISUALS DE SARRIÀ.
- JAUME ARNELLA. Cançons de taverna. 2000. Barcelona. TRAM.
- ELS TRANQUILS. Societat de Cançons. 2001.Barcelona. TRAM.
- BITAYNA. Gran Reserva. 2002. Terrassa. TEMPS RECORD.
- DDAA. Fora son. Cançons d'identitat. 2004. Terrassa. TEMPS RECORD.
- ELS TRANQUILS. Viu! 2006. L'Esquirol. AFÒNIX.
- CORAL DEL GES. 10è Aniversari. 2006. Casal de Gran de Torelló. Generalitat de Catalunya. Departament de Benestar i Familia.
- ELS TRES. Nos amb nos. 2008. L'Esquirol. AFÒNIX.
- LA MATA DE JONC. Cor d'homes: polifonia tradicional catalana. 2009. L'Esquirol. AFÒNIX.
- COR INDIKA. Aires Escalencs. 2011. L'Esquirol. AFÒNIX.
- JORDI MOLINA, LA MATA DE JONC i ENRIC CANADA. Cants a Tenora. 2012. Barcelona. DISCMEDI.
- COR PAÍS MEU. Muret 1213. Càtars!!! Les cançons. 2013. Catalunya. AUTOEDICIÓ.
- TRES DE RONDA. Marineres.cat. 2013, Barcelona. ÀUDIOVISUALS DE SARRIÀ.
- COR INDIKA. Nadales al carrer. 2013. Catalunya. AUTOEDICIÓ.
- COBLA LA FLAMA DE FARNERS. Països Catalans canten. 2014. Barcelona. PICAP.
- LA MATA DE JONC- Ò mon país-. 2015. Catalunya. AUTOEDICIÓ.
- ELS TRANQUILS - Les cançons de Sobremunt. 2015. Terrassa. TEMPS RECORD.
- DRIANA. Projecte (R)obert. 2017. Bellcaire d'Empordà. AUTOEDICIÓ.
- COR INDIKA i TRES DE RONDA. Cançons, músiques i sons de la Festa de La Sal 1997-2017. 2017. Catalunya. AUTOEDICIÓ.
- SOLC. Trobada de Cantadors a Sobremunt. 1993. Barcelona. TRAM.
- CANÇONS TRADICIONALS A L'ESCALA. Museu de l'Anxova / Ajuntament de l'Escala. 2008. PRODUCCIONS ÀUDIOVISUALS DEL PIRINEU.
- CANTABISAURA: Cantada al llevant de taula. Agrupació Cívica i Cultural Bisaura. 2011. AUTOEDICIÓ.